# L'Argent versé
L'Argent versé est un tableau réalisé par le peintre lorrain Georges de La Tour, selon la plupart des spécialistes entre 1618 et 1627. Cette huile sur toile est une scène de genre qui représente une demi-douzaine d'hommes manipulant de la monnaie à la lumière d'une bougie, le plus probablement à l'occasion du versement d'une contribution de guerre. Cette œuvre est conservée dans le palais Potocki de la galerie d'art de Lviv, à Lviv, en Ukraine.